# 프랑스계 뉴질랜드인
프랑스계 뉴질랜드인(프랑스어: Franco-néo-zélandais)은 프랑스인 조상을 둔 뉴질랜드인 또는 뉴질랜드에 거주하는 프랑스 태생의 사람들을 일컫는다.
프랑스인은 초기 유럽 뉴질랜드 정착민 중 한 명이었으며, 남섬의 아카로아에 식민지를 건설했다.
선장 장프랑수아마리 드 쉬르빌은 1769년에 뉴질랜드를 방문한 최초의 프랑스인으로 알려져 있으며, 1830년대에는 프랑스인 포경업자들이 뱅크스반도에서 활동하고 있었다.
프랑스인 선교사들과 사제들 또한 뉴질랜드 가톨릭에 상당한 영향을 미쳤다. 1835년, 장바티스트 폼팔리에는 뉴질랜드에서 모든 종파를 통틀어 최초의 주교였으며, 당시 마오리족의 이익에 공감하는 것으로 알려져 있었다. 수잔 오베르는 1860년 프랑스에서 뉴질랜드로 왔고, 1892년에 수녀들의 종교 단체인 예수성심자매회를 설립했다. 그녀의 시성 절차는 현재 진행 중이며, 이는 그녀가 뉴질랜드의 첫 성인이 될 수도 있음을 의미한다.

## 종교
| 종교                          | 뉴질랜드 프랑스 인구의 비율 |
| ----------------------------- | --------------------------- |
| 가톨릭                        | 26.2%                       |
| 기독교 (자세히 정의되지 않음) | 3.9%                        |
| 성공회                        | 3.0%                        |
| 무종교                        | 50.1%                       |
| 답변 거부                     | 7.1%                        |

출처: 2013년 인구조사

## 같이 보기
- 프랑스-뉴질랜드 관계
- 칼도슈
- 캐나다계 뉴질랜드인
- 뉴질랜드의 인구
- 유럽계 뉴질랜드인
- 오세아니아의 유럽인
- 뉴질랜드의 역사
- 뉴질랜드로의 이민
- 파케하